# Al-Ahli Sports Club (Amman)
Pour les articles homonymes, voir Al Ahly.
Maillots
Al-Ahli Sports Club (en arabe : النادي الأهلي الرياضي الأردني), plus couramment abrégé en Al Ahli, est un club jordanien de football fondé en 1944 et basé à Amman, la capitale du pays.

## Palmarès
| Compétitions nationales |
| --- |
| - Championnat de Jordanie (8) : - Champion : 1947, 1949, 1950, 1951, 1954, 1975, 1978 et 1979. - Coupe de Jordanie (1) : - Vainqueur : 2016. - Finaliste : 1984. - Supercoupe de Jordanie (1) : - Vainqueur : 2016. |